# Parc des sports de Bailing
Pour les articles homonymes, voir Stade municipal.
Le parc des sports de Bailing (en chinois traditionnel : 百齡運動公園 ; pinyin : Bǎilíng yùndòng gōngyuán, en anglais : Bailing Sport Park), aussi désigné en tant que Bailing Riverside Park (en chinois traditionnel : 百齡河濱公園 ; pinyin : Bǎilíng hébīn gōngyuán), est un complexe sportif omnisports situé dans le district de Shilin de Taipei, à Taïwan.
Il se situe sur la rive droite de la rivière Shuang (en), à proximité du pont Bailing dont il porte le nom.

## Historique
Le parc des sports de Bailing est inauguré en 1989.

## Utilisations
Le parc des sports de Bailing possède l'un des rares terrains du pays entièrement destinés à la pratique du rugby à XV. Les équipements de ce dernier font l'objet d'une rénovation en mai 2021. Quelque temps plus tard, le parc des sports fait partie des installations choisies en 2022 pour l'organisation de l'édition de lancement de la Taiwan Rugby League, ligue nationale semi-professionnelle de rugby à XV,.

## Infrastructures
Le parc sportif de Bailing se compose de différents terrains :
- trois terrains de baseball ;
- un terrain de basket-ball ;
- un terrain de croquet ;
- un terrain de football ;
- un terrain de patinage de vitesse ;
- un terrain de rugby à XV ;
- un terrain de skateboard ;
- un terrain de softball ;
- dix courts de tennis ;